# 王希明
王希明（1962年—），天津宝坻人，中国人民解放军少将。

## 生平
王希明生于天津市宝坻区一个普通农家。高考填报志愿时，王希明经其身为军人的二爷劝说，又考虑到家庭经济条件不高，而军校不但津贴高而且包食宿及服装，便填报了中国人民解放军石家庄陆军指挥学院。后来，王希明先后在中国人民解放军天津警备区和中国人民解放军北京军区任职。他全程参与了中国人民解放军驻香港部队的组建，并且自1999年10月起连续3年担任中国人民解放军驻香港部队保卫处处长。后任中国人民解放军国防大学政治部保卫部部长。2011年任中国人民解放军国防大学防务学院政治委员，跻身副军职。后来任中国人民解放军国防大学政治部副主任、党委政法委副书记等职务。2017年，出任新调整组建的中国人民解放军国防大学政治工作部主任。2018年，任驻甘肃部队领导佩戴正军级资历章以及陆军臂章。